# 아사히나 다카시
아사히나 다카시(일본어: 朝比 奈隆, 1908년 7월 9일~2001년 12월 29일)는 일본의 지휘자이다. 도쿄에서 태어났고, 소년 시절부터 취미로 바이올린을 배우기 시작해 학창 시절에는 실내악 활동을 하기도 했다.

## 생애
고등학교 졸업 후 교토 제국대학에 입학해 법률을 전공했고, 1931년에 졸업했다. 졸업 후에는 열차 기관사나 백화점 사원 등으로 근무했고, 이후 교토 제국대학에 재입학해 1937년에 문학부 철학과를 졸업했다. 대학 재학 중 학교의 아마추어 관현악단에 입단해 바이올린을 연주했고, 악단 지휘자였던 에마누엘 메테르에게 지휘를 배웠다.
1937년에 교토 제국대학 관현악단을 지휘해 비공식 데뷔 연주회를 가졌고, 1940년 1월에 신교향악단(현 NHK 교향악단)을 지휘해 공식 데뷔했다. 태평양전쟁 시기에는 중국으로 건너가 상하이 교향악단과 만주국의 국책 악단이었던 신경 교향악단, 하얼빈 교향악단을 지휘했다.
일본 패망 후 임원식 등의 도움으로 가까스로 귀국했고, 1947년 오사카를 본거지로 하는 간사이 교향악단을 창단해 상임 지휘자가 되었다. 1950년대에는 유럽 등지에서 객원 지휘자로서 베를린 필하모닉 오케스트라와 북독일 방송 교향악단 등을 지휘하기도 했다. 1960년 간사이 교향악단이 오사카 필하모닉 오케스트라로 개칭되면서 음악 감독을 겸했고, 이후 타계할 때까지 그 직책을 유지해 단일 악단의 상임 지휘자로 세계 최장 재임 기록을 갱신했다.
1970년대 초반에는 오사카 필과 도쿄 공연을 시작하면서 명성이 점차 높아졌고, 베토벤과 브람스, 브루크너, 차이콥스키 등의 교향곡 음반도 제작하기 시작했다. 1970년대 중반부터는 오사카 필을 이끌고 유럽과 미국 등지에서 공연하기도 했고, '독일계 낭만주의 음악에 통달한 일본 지휘자'라는 이유로 화제가 되기도 했다.
관현악 연주회 외에도 1984년부터 1987년까지 바그너의 4부작 악극 '니벨룽의 반지' 전곡을 일본 최초로 상연하는 기록을 세우기도 했고, 베토벤과 브람스, 브루크너의 교향곡 전집 음반들은 해외에도 소개되었다.
1996년에는 시카고 교향악단 단장이었던 헨리 포겔의 초청으로 객원 지휘를 하기도 했고, 1998년 90세가 된 이후에도 계속 활발한 활동을 하면서 레오폴드 스토코프스키가 세운 현역 최고령 지휘자 기록을 바꿀 가능성도 점쳐지고 있었다.
하지만 90년대 말부터 건강 악화로 인해 공연 취소 사례가 잦아졌고, 연주회의 기복이나 부침도 컨디션이 불안정한 탓에 더욱 심해졌다. 결국 2001년 10월 24일에 나고야의 아이치현 예술극장에서 열린 오사카 필 초청 공연 직후 건강 악화로 입원했고, 약 2개월 후 고베의 병원에서 93세로 타계했다.
생전에 일본 정부와 음악 단체들로부터 공로를 인정받아 수많은 훈장과 상장을 수여받았고, 구 서독 정부와 오스트리아 정부에서도 대공로 훈장과 1등 십자 훈장이 수여되었다. 아들인 아사히나 지다루도 지휘자로 활동하고 있다.